# 全米作家協会他対Google裁判
全米作家協会他対Google裁判 (英語: The Authors Guild Inc., et al. v. Google, Inc.) は、デジタル著作物の著作権侵害を巡って、2005年から2016年にかけて争われたアメリカ合衆国の集団訴訟である。デジタル著作物が世界各国で流通していたことから、諸外国の政府からも批判を受け、一時は外交・国際司法の問題も孕んでいた。原告団は著作権擁護を推進する業界団体の全米作家協会 (The Authors Guild、略称: AG) および著作者個人3名で構成され、被告はGoogleブックスを運営していたGoogleである。同件では全米出版社協会 (The Association of American Publishers、略称: AAP) も同時期に単独訴訟を起こしており、本項では2本の訴訟を併せて解説する。

## 概要
著作権者に無断・無償で著作物をデジタルスキャンし、Googleの著作権マークを付してオンライン上に公開するGoogleブックスの行為は著作権侵害だとして、全米作家協会 (AG) 他はGoogleブックスを運営するGoogleを相手取り、集団訴訟を2005年9月に起こした。その翌月には同件で、全米出版社協会 (AAP) も単独訴訟を起こしている。主な争点は以下の3点である。
1. Googleブックスの行為は、米国著作権法の定めるフェアユース (fair use、公正利用) の範疇か
2. 著作権保護による排他性の付与と、著作物利用の観点から独占を禁じる反トラスト法 (米国の独占禁止法) の間でいかにバランスをとるべきか
3. 米国内での裁判結果が、他国におけるGoogleブックスの合法性にまで影響を及ぼすのではないか

本件は2016年4月、合衆国最高裁判所が二審の控訴裁判所の判決を支持する形で原告の上告請求を棄却した結果、Googleブックスの行為はフェアユースの範疇であり、著作権侵害ではないとの判決で最終確定した。しかしながらGoogleは当初、総額1億2500万米ドルを原告側AGおよびAAPに対して支払う和解案に合意していた。また担当判事たちも、原告側の著作権をより尊重する立場で和解内容の修正を指示するなど、11年間で方針が大きく揺れ動いた。なお、フェアユースは米国著作権法 (合衆国法典第17編) の第1章第106条で規定されているものの、著作権侵害に当たらないケースを判定する上での基本的・抽象的な基準しか提示しておらず、個別事案は司法判断に任されている。
2点目の争点は、Googleの競合他社や反トラスト法に基づく監督を行っている司法省などから寄せられた懸念である。原告と被告との和解案には、過去の著作権侵害に対する賠償だけでなく、将来的な著作物の利用ライセンス許諾までもが含まれていた。そのため、Googleが著作権者らと和解することで、逆にGoogleが電子書籍市場で独占を強め、自由な市場競争を阻害する恐れが指摘された。
3点目の国際的な観点は、米国の国際条約加盟と関係する。著作物の国際流通を鑑み、世界各国が自国の著作権法の基本的な考え方を共通化する目的で、ベルヌ条約などに加盟している。そのため、米国著作権法 (合衆国法典第17編第1章第104条) では、米国と共に条約に加盟している各国にも米国法を適用可能だと規定されている。この和解案に対しては、各国政府までが異議を唱えただけでなく、外交問題への発展を憂慮した司法省およびアメリカ合衆国著作権局 (略称: USCO) からも問題が指摘された。

## 経緯詳細
米国最大かつ最古の著作家業界団体である全米作家協会 (AG) と著作家3名は2005年9月20日、Googleブックスを運営するGoogle社に対する集団訴訟をニューヨーク南部地区連邦地方裁判所に申し立てた。その翌月19日には、全米出版社協会 (AAP) も同件で単独訴訟を起こした。
2008年10月28日、GoogleとAGおよびAAPとの間で和解案の合意に達したと発表された。Googleは総額1億2500万米ドルを支払うという内容である。その内訳は、無断・無償でデジタルスキャンされた著作物の著作権者への直接賠償として4500万米ドル、訴訟費用の補填としてAGに3000万米ドルとAAPに1550万米ドル、書物著作権管理機構 (The Book Rights Registry) の新設資金として3450万米ドルである。その対価として、Googleブックスの使用ライセンス許諾 (すなわち機構を通じたGoogleブックスと著作権者間の将来的なレベニューシェア) も和解内容に含まれていた。
しかし国内外からは、異なる3つの観点から和解案への反対意見が寄せられた。第1はフェアユースの観点から、Googleブックスは合法であり和解金を支払う必要がないという主張である。第2は和解によるライセンス許諾により、Googleが電子書籍市場において独占を強めることを危惧する主張である。その特筆すべき対抗運動としては、2009年に発足したオープンブック連盟が挙げられる。当連盟にはAmazonやマイクロソフト、Wayback Machineを運営するインターネットアーカイブの他、フリーコンテンツの流通を目指す業界団体のOpen Content Alliance (OCA) が参画した。Yahoo!やアドビシステムズ、主要図書館などがOCAに加盟済だったことから、これらの企業・組織も間接的にオープンブック連盟に参画したことになる。第3は国際的な法適用の観点から、和解によりGoogleブックスがサービス提供する諸外国にも影響を及ぼす懸念である。フランスやドイツなどの各国政府までが異議を唱えた他、米国政府側もUSCOや司法省が「和解案により米国が外交圧力を受ける可能性」を指摘するほどの政治問題へ発展した。ドイツ法務省が作成した意見書には、被害者救済や被害拡大防止に見せかけて、著作権が有効な世界中の全書籍に対する強制執行権をGoogleに獲得させるため集団訴訟が利用されていると記されていた。
和解案は裁判所による最終承認が必要であり、この和解案が反トラスト法に抵触する可能性を地方裁判事が示唆した。これを受け、翌年の2009年11月9日に修正和解案を再度提出することとなった。主な修正点は、和解の適用範囲を米国・英国・カナダ・オーストラリアの四カ国で出版された書籍に限定すること、権利の所在が不明な著作物の取扱に関する規定、およびGoogle以外に公共の利益を目的とした図書館によるデジタル著作物の利用も許諾することである。
しかしながらこの修正和解案も、二審の第2巡回区控訴裁判所によって2011年3月22日に棄却された。その理由としてデニー・チン裁判長は "release Google (and others) from liability for certain future acts." (修正和解案によって、将来的な著作物の利用に関してGoogle (およびその他) が免責される恐れがある) と述べている。これを受け、将来利用に関しオプトアウトからオプトイン方式への変更を検討することとなった。この文脈におけるオプトアウト (opt-out) とは、Googleが著作物を自由にデジタルスキャンして利用できる権利を認めた上で、著作権者が望まない場合のみ、Googleブックスのデジタル公開対象から外すことができる事後的な方式である。一方のオプトイン (opt-in) は、著作権者が事前に許諾した著作物のみ、Googleブックスはデジタル化できるという事前的な方式である。
原告・被告ともにオプトイン方式への変更に合意の意志を示していたにもかかわらず、2013年11月14日、同控訴裁はフェアユースを理由に一審の地方裁の判決を支持し、著作権侵害そのものを否定した。2014年4月11日、これを不服として原告は同控訴裁に再審を求めた。しかしながら2015年10月16日、再び被告Google支持の判決が下った。原告側はさらに2015年12月31日、最高裁に上告請求した。2016年4月18日、最高裁は上告請求を認めなかったことから、二審のGoogle支持判決で最終確定することとなった。